# Pegah Ahmadi

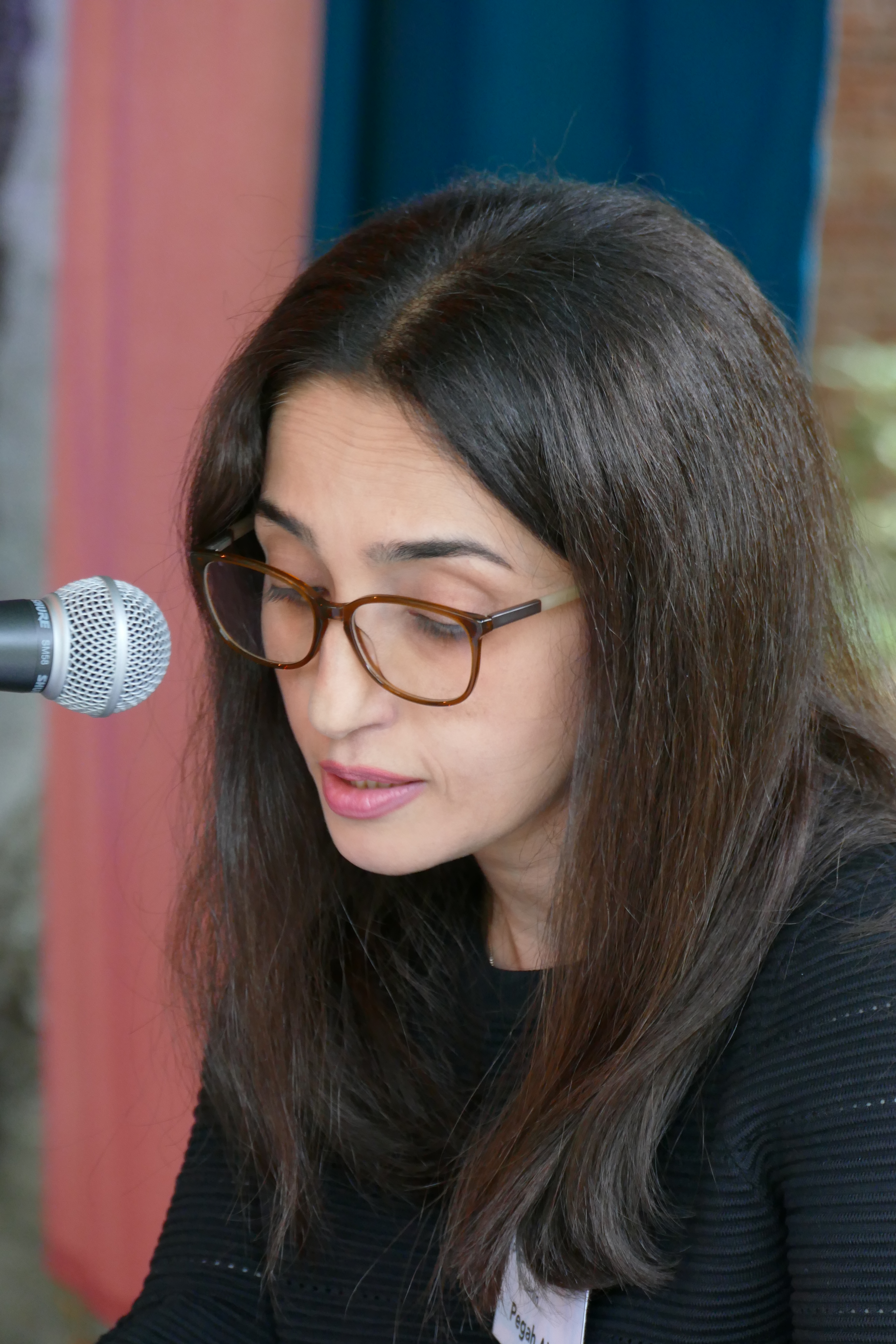
Pegah Ahmadi bei einer Lesung auf dem Poesiefestival Berlin 2023

Pegah Ahmadi (anhörenⓘ persisch پگاه احمدی; * 1974 in Teheran) ist eine iranische Dichterin, Literaturkritikerin und Übersetzerin.

## Leben
Bereits mit sieben Jahren begann Pegah Ahmadi, Gedichte zu schreiben. Ihren Durchbruch erreichte sie mit siebzehn, als ein Gedicht von ihr in dem Magazin Takāpu veröffentlicht wurde. Ahmadi studierte persische Sprache und Literatur an der Universität von Teheran. Sie veröffentlichte regelmäßig in literarischen Zeitungen im Iran und arbeite als Chefredakteurin der Literaturzeitschrift Paperik. Während ihrer Zeit im Iran publizierte sie mehrere eigene Gedichtbände. Zu ihrem Werk zählen ferner wissenschaftliche Veröffentlichungen, Literaturkritiken und Übersetzungen aus dem Amerikanischen, unter anderem Texte von Sylvia Plath.
Nachdem sie die Unterdrückung der Frauen und der freien Meinungsäußerung im Iran thematisiert hatte, wurden Ahmadis veröffentlichte Werke beschlagnahmt. Sie erhielt ein Publikationsverbot und wurde aus ihrem Arbeitsverhältnis entlassen. Da sie die Proteste nach der iranischen Präsidentschaftswahl 2009 unterstützte, war die von Verhaftung bedroht. Sie verließ den Iran mithilfe des International Cities of Refuge Network (ICORN) und war von 2009 bis 2012 Gastautorin in Frankfurt am Main. Während ihres ersten Aufenthalts in Deutschland erschien der im Iran entstandene, dort aber abgelehnte Band Sardam Nabud – auch in deutscher Übertragung von Jutta Himmelreich unter dem Titel Mir war nicht kalt. Im akademischen Jahr 2011/12 war Ahmadi zu Gast an der Brown University in Rhode Island.
2011 und 2018 erschienen in die deutsche Sprache übersetzte Gedichte von Ahmadi. Den Band Das war also die Zukunft (2024) verfasste sie selbst auf Deutsch; er wurde von Monika Rinck lektoriert. Pegah Ahmadi lebt in Köln.

## Werk

### Gedichtsammlungen
- 1999: Ruy-e Sol-e Pāyān-i
- 2001: Kādens
- 200?: Tahshiyeh bar Divār-e Khānegi, (Fußnoten auf den Mauern des Familienhauses)
- 2004: Īn Ruzhā'yam Galūst  (Ich habe einen Hals von meinem jetzigen Leben)
- 2008: Āhū Khāni, (Fehlersuche)
- 2011: Sardam Nabud / Mir war nicht kalt
- 2018: Wucht
- 2024: Das also war die Zukunft

### Wissenschaftliche Veröffentlichungen
- 2005: She'r-e Zan az Āghāz tā Emruz (Weibliche Dichtung von den Anfängen bis heute)
- 200?: Āntology-e Jāme'e She'r-e Zanān-e Irāni (Anthologie weiblicher iranischer Dichtung, Band I)

### Übersetzungen aus dem Englischen
- 2000: Āvāz Āsheghāneh-ye Dokhtar-e Divāneh (Liebeslied eines geisteskranken Mädchens), von Sylvia Plath
- 2007: Sad o Yek Haiku, Az Gozashteh tā Emruz (Hundert-und-ein Haiku von der Vergangenheit bis heute), von Jackie Hardy